# Ytterträsket (Råneå socken, Norrbotten)
Ytterträsket är en sjö i Bodens kommun i Norrbotten och ingår i Råneälvens huvudavrinningsområde.